# Cancello

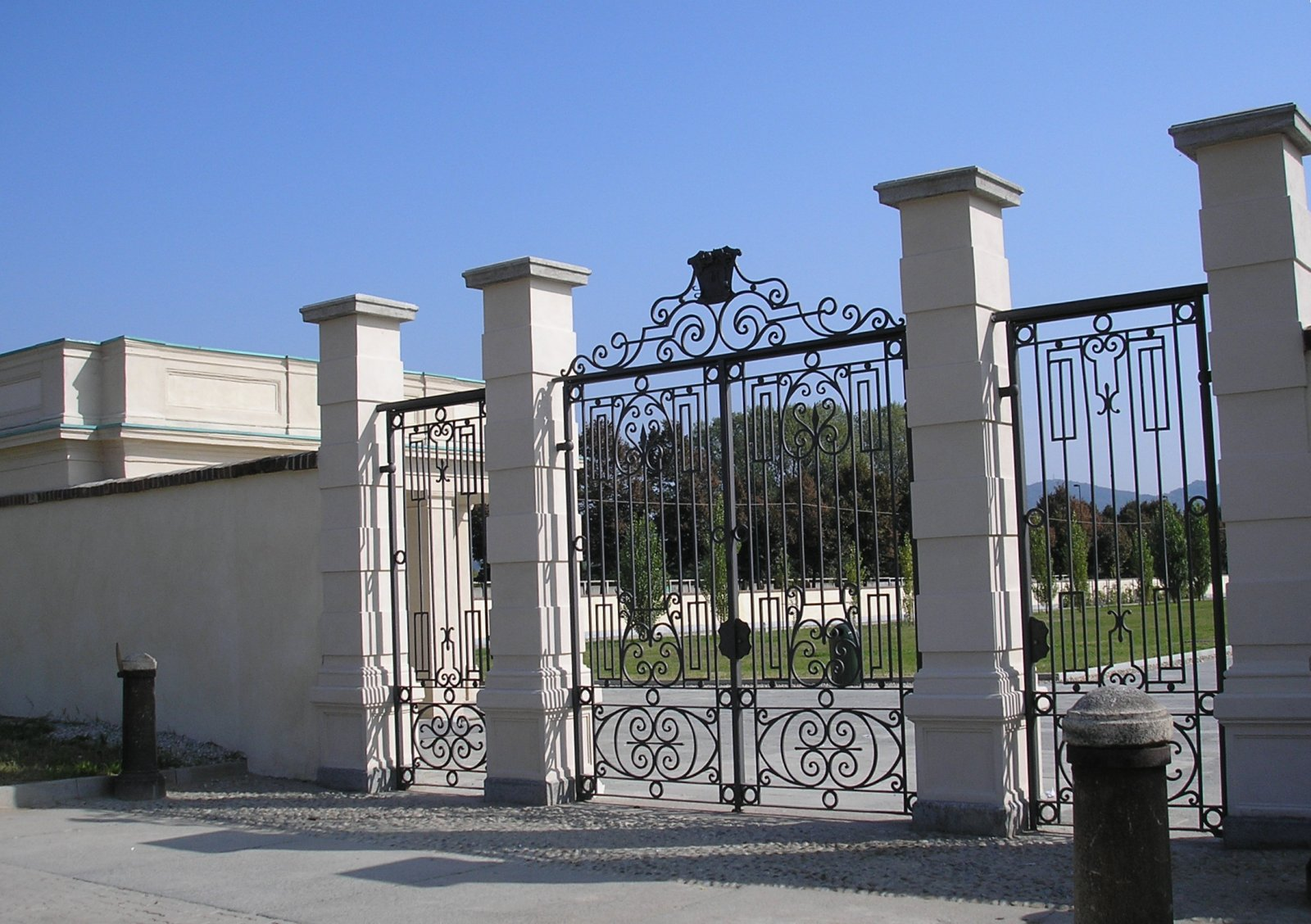
Torino - Mausoleo Bela Rosin: Cancello

Un cancello è un elemento costruttivo che viene collocato a delimitazione di un passaggio d'ingresso, carrabile o pedonale, per limitare l'accesso ad una proprietà, costruzione, edificio o giardino.

## Criteri costruttivi
Un cancello viene normalmente costruito in metallo o in legno; è formato da elementi verticali uniti da altri componenti orizzontali o trasversali.
Al culmine degli elementi verticali vengono spesso posizionate delle punte acuminate o a forma di lancia, per dissuadere chi volesse superare la barriera che il cancello forma scavalcandolo.

## Funzioni
Le funzioni di un cancello hanno origine da esigenze di difesa e di separazione tra l'interno di una proprietà o di una costruzione e tutto quanto si trova all'esterno, sia esso potenzialmente pericoloso o anche solamente estraneo.
L'origine si può far risalire ai portoni massicci di legno rinforzato da borchie di metallo e dai ponti levatoi sollevati.
La caratteristica particolare è che si riesce, in genere, a vedere, parzialmente o totalmente, ciò che si trova dalla parte del cancello opposta a quella in cui ci si trova.
Venendo meno o riducendosi le esigenze di tipo difensivo, i cancelli si sono evoluti, diventando sempre più leggeri ed elaborati e formando delle vere e proprie opere artistiche in ferro battuto o altri metalli.

## Aprire e chiudere

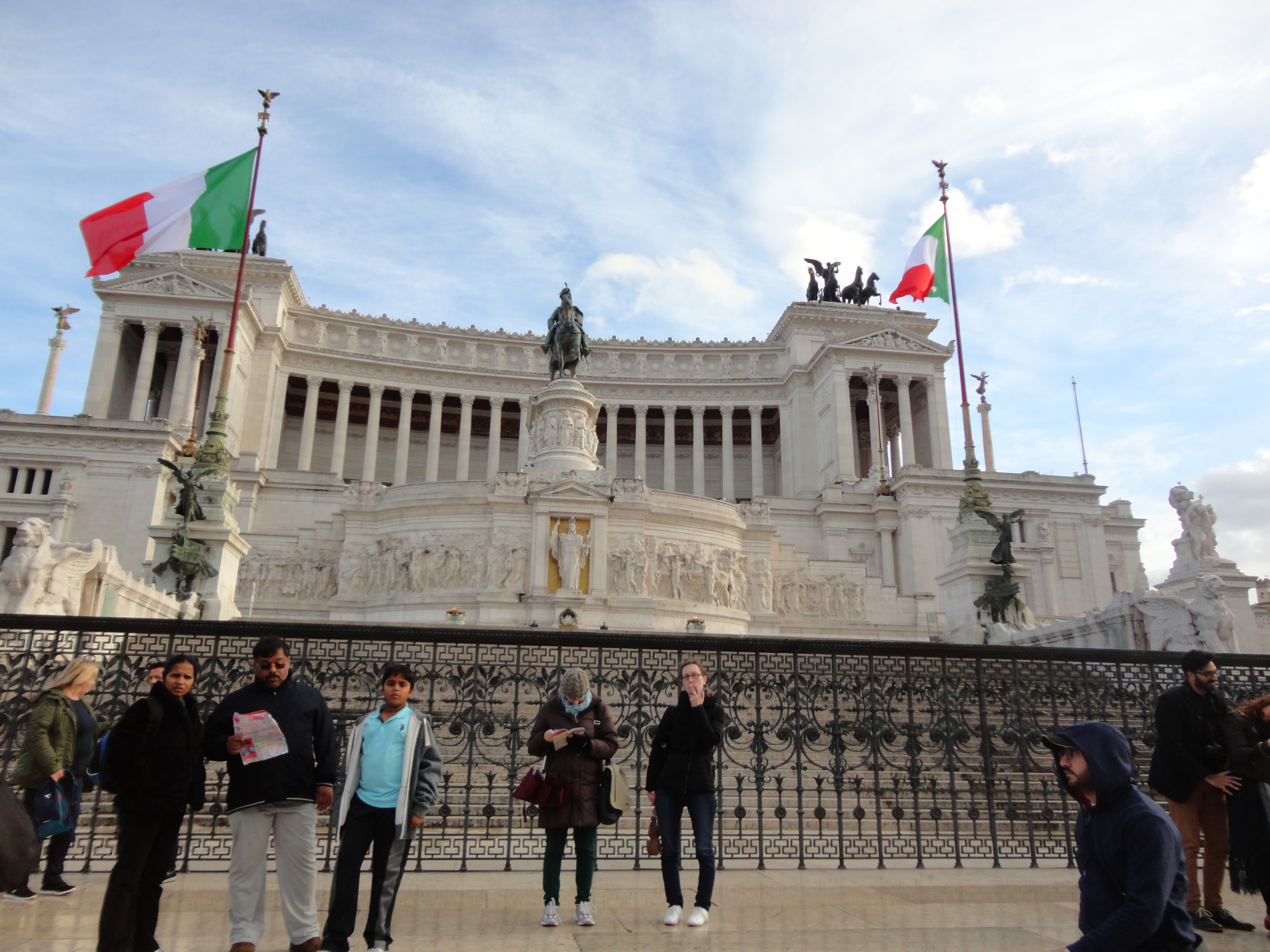
La cancellata artistica a scomparsa che chiude l'ingresso del Vittoriano, a Roma. È in grado di scorrere verticalmente nel sottosuolo grazie a dei binari

Un cancello si apre e si chiude, di solito, come una porta, cioè facendo ruotare i battenti (quasi sempre due) sui cardini posti ai lati esteriori, spesso appoggiati a colonne di sostegno o infissi a terra.
Esistono anche cancelli con apertura e chiusura tramite lo scorrimento su una rotaia vincolata al terreno. Questo sistema è di derivazione delle installazioni industriali e commerciali, dove sono necessarie ampie aperture per far transitare mezzi di trasporto di grosse dimensioni ed i cancelli a battente possono risultare troppo ingombranti.
L'apertura di un cancello può essere manuale oppure automatica tramite un motore elettrico azionato da un comando.

## Normativa
La norma di riferimento è la UNI EN 13241-1, che disciplina la marcatura CE. Questa normativa è obbligatoria e serve per garantire dei requisiti minimi di sicurezza dei cancelli per l'utilizzatore finale, tramite un controllo interno di produzione: "specifica i requisiti di sicurezza e prestazionali di porte, cancelli e barriere destinate all'installazione in aree accessibili alle persone e per i quali gli scopi principali sono quelli di offrire un accesso sicuro a merci e veicoli accompagnati o guidati da persone, in complessi industriali, commerciali o residenziali"

## Storia
Già presso i Babilonesi era nota la funzione del cancello; infatti nei rilievi pervenuti sino alla nostra epoca sono evidenziati recinti di aste dotati di cancelli costituiti da lance legate da corde. 
Per gli Assiri, il cancello assunse una funzione magico-religiosa ,talvolta venne costruito in avorio, in quanto allontanava il "male". per le stesse ragioni gli antichi Celti introdussero nei loro cancelli crani animali.
Nel periodo bizantino si diffuse la funzione religiosa del cancello, come elemento di divisione e nello stesso tempo di contemplazione della cappella.
In epoca romanica si inserirono abbondanti decorazioni che si evolsero nell'elaborato stile gotico per sfociare negli elementi collegati, ma non più fissi, che si imposero nel Rinascimento.
Nel Cinquecento fecero la loro apparizione stemmi e monogrammi tra i temi decorativi e la struttura del cancello divenne sempre più elaborata fino a raggiungere dei livelli artistici notevoli, come nel cancello settecentesco presente nella galleria d'Apollo al Louvre.
Nell'Ottocento si impose il ferro come materiale per costruire i cancelli, e con il Liberty e lo stile umbertino presero piede fogge e gusti individualistici.

## Galleria d'immagini

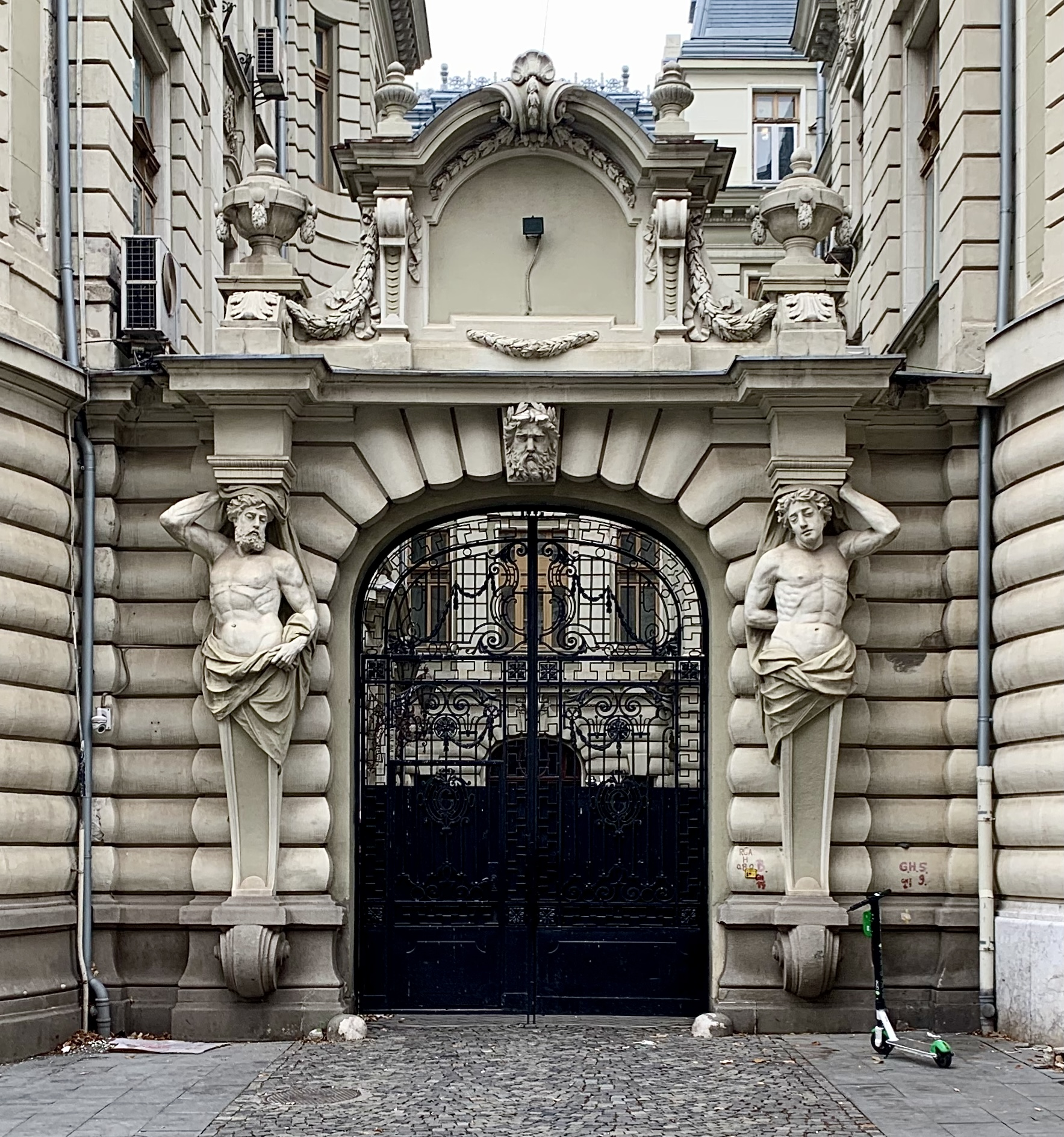
Cancello a Bucarest (Romania)
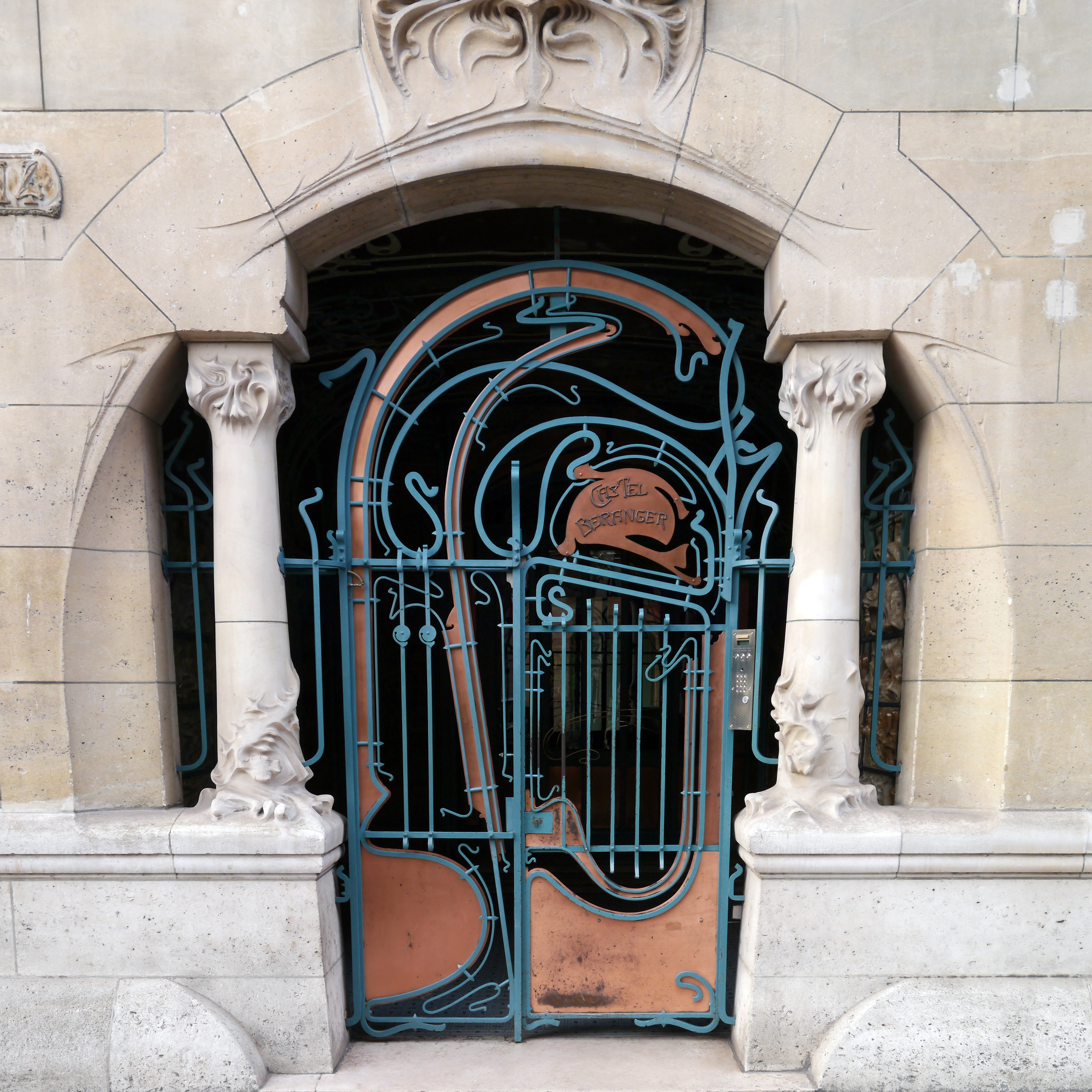
Cancello Art Nouveau a Castel Béranger (Parigi)
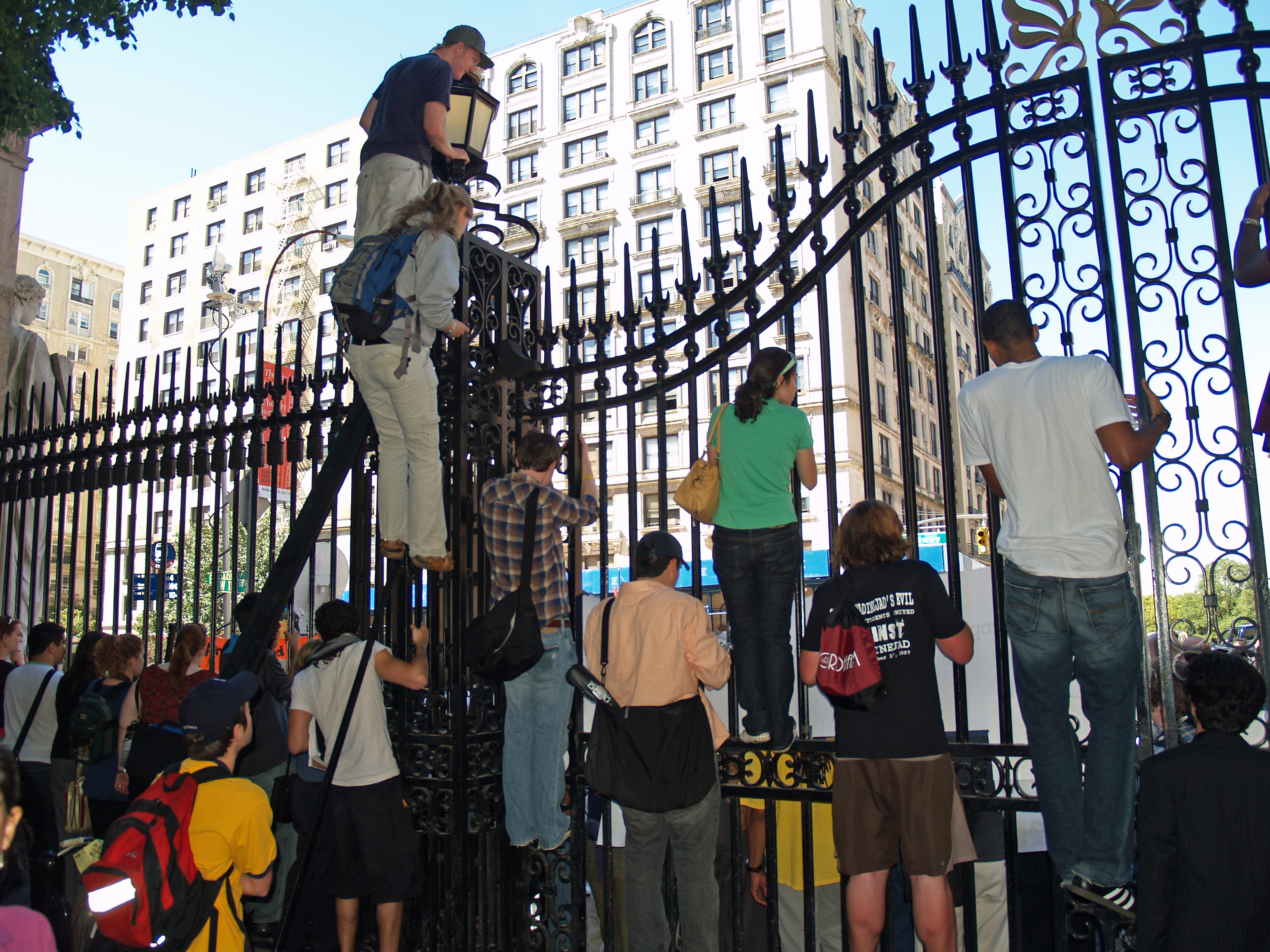
Questo cancello della Columbia University è stato chiuso per impedire l'ingresso ai manifestanti
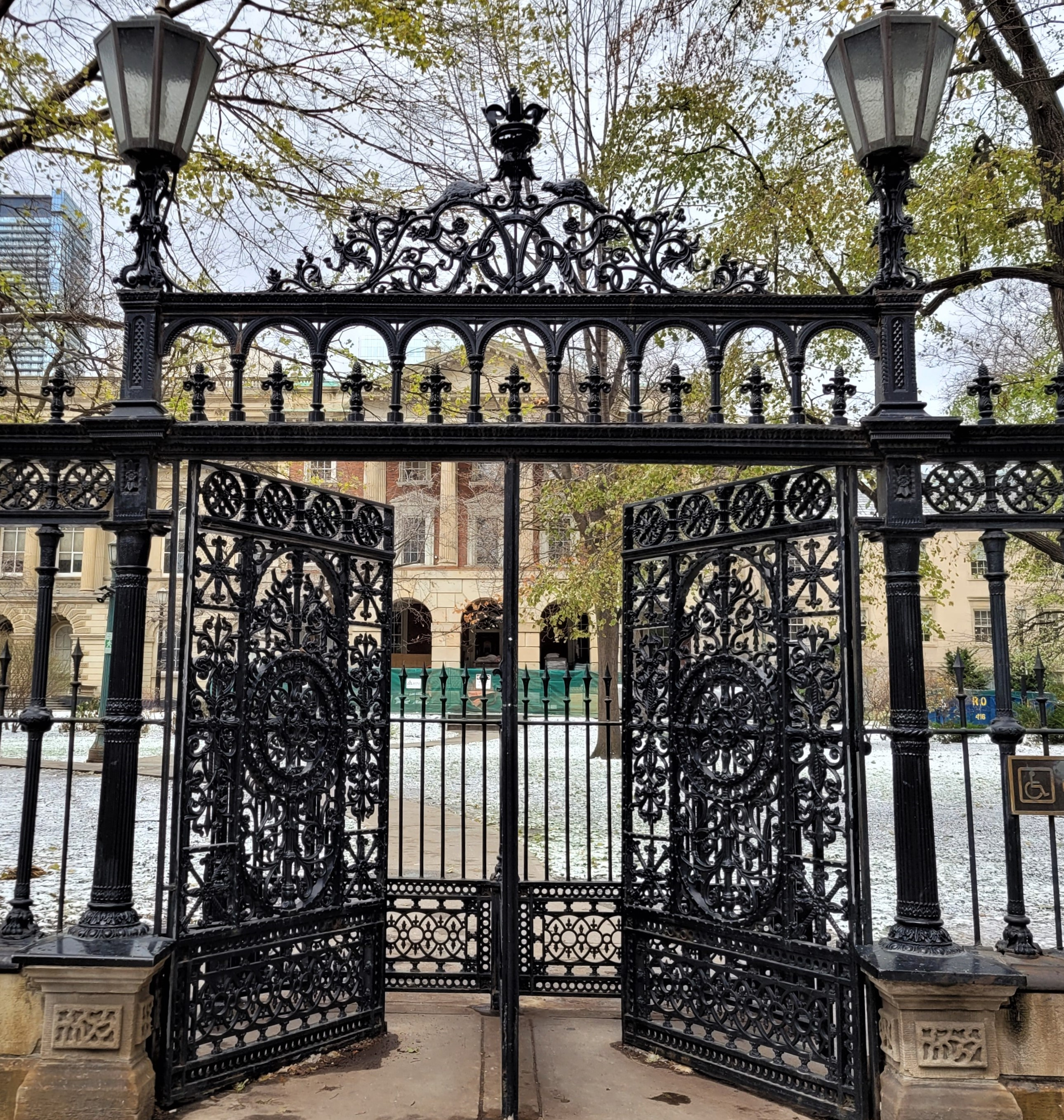
I cancelli di ferro di Osgoode Hall, Toronto
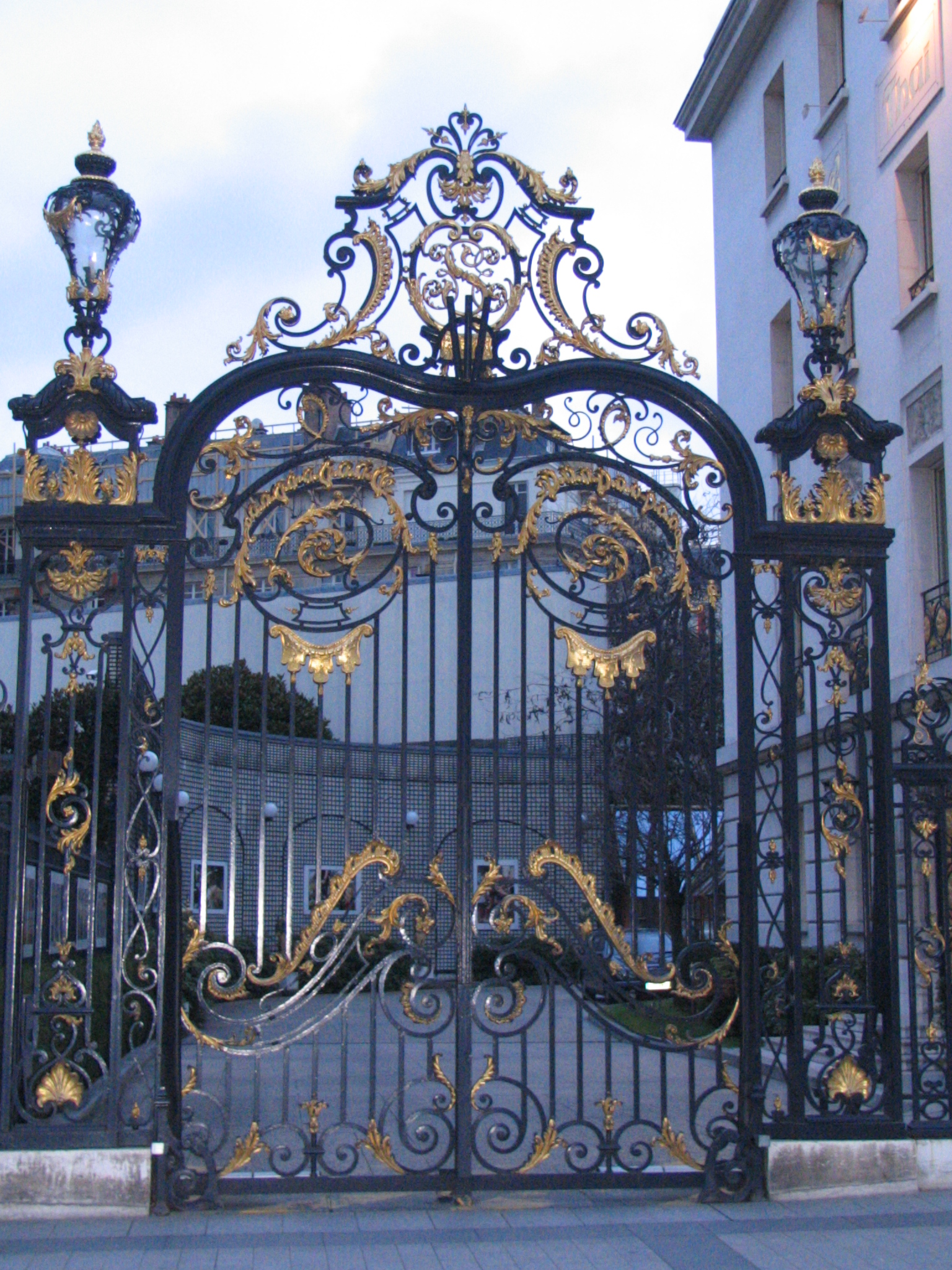
Un cancello in stile francese dell'ambasciata della Thailandia a Parigi
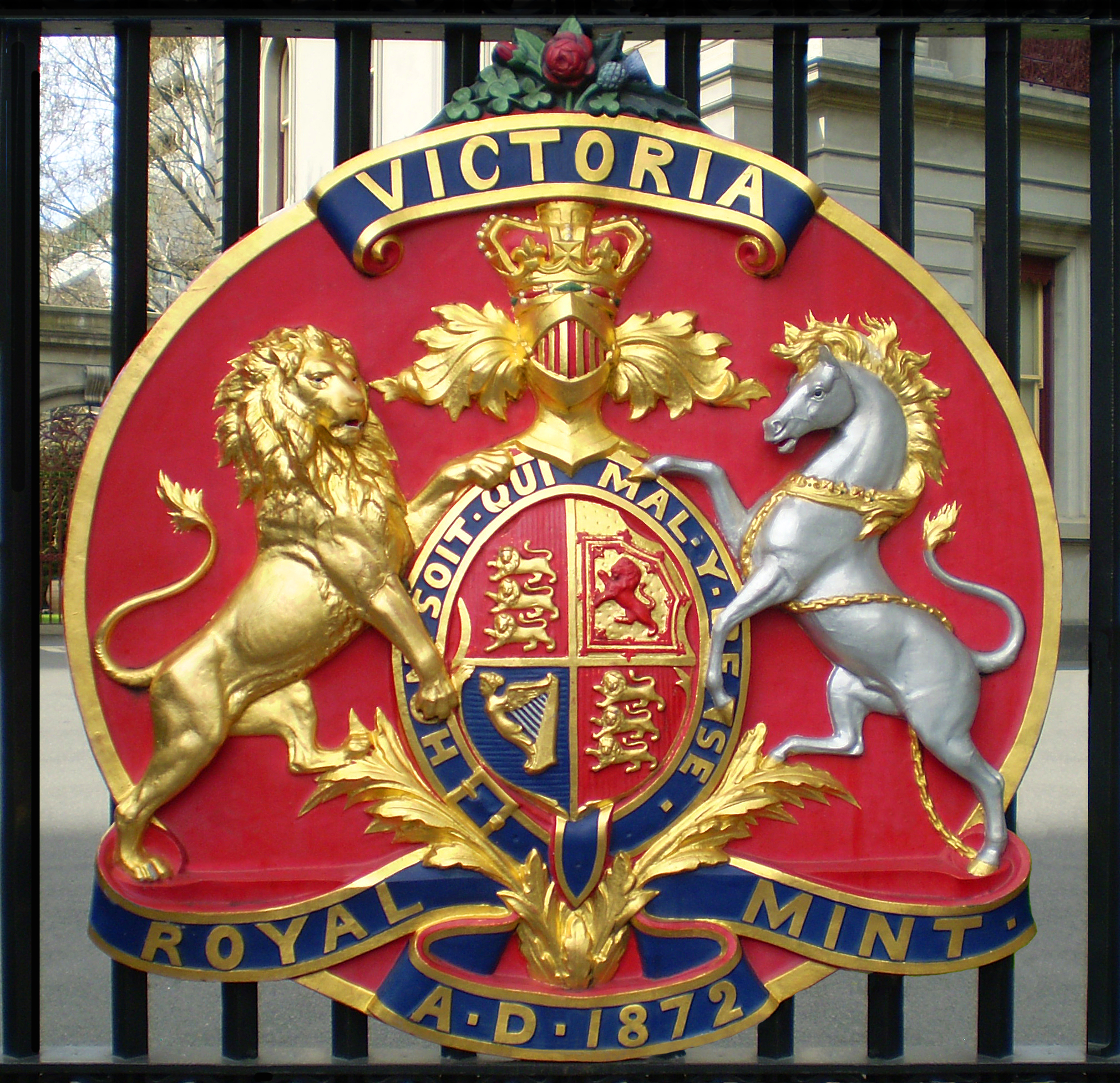
Emblemi decorativi di stato sono fissati sui cancelli degli edifici pubblici, in questo caso sul cancello della vecchia Royal Melbourne Mint